# هماوردی چلسی و لیدز یونایتد

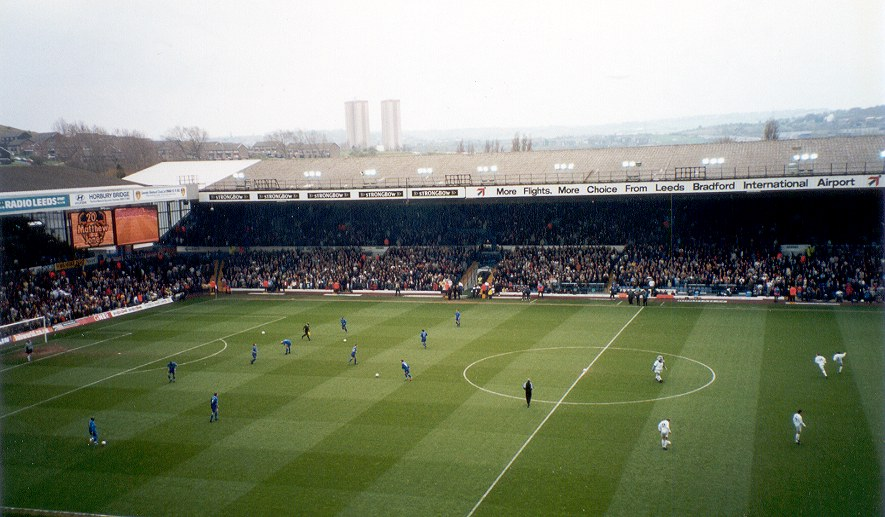
دیدار چلسی و لیدز یونایتد ورزشگاه الاند رود - ۱ آوریل ۲۰۰۰

رقابت و هماوردی بین دو تیم چلسی و لیدز یونایتد یکی از رقابت‌های مهم شهر لندن است.برای اولین در دهه ۱۹۶۰ بعد از یک سری مسابقات بحث‌برانگیز، دو تیم در فینال جام اتحادیه فوتبال انگلیس در سال ۱۹۷۰ به دیدار هم رفتند که چلسی در بازی تکراری برنده این بازی بود.
اغلب دیدارهای این دو تیم در ده‌های ۱۹۷۰ و ۱۹۸۰ با خشونت همراه بوده‌است.در نظرسنجی سال ۲۰۰۳ هواداران باشگاه لیدز تیم چلسی را بعد از تیم منچستر یونایتد  دومین رقیب مهم این تیم انتخاب کرده‌اند.

## آمار
| باشگاه       | بازی | برد | مساوی | باخت | گل‌زده | گل‌خورده | +/- |
| لیگ          | لیگ  | لیگ | لیگ   | لیگ  | لیگ   | لیگ     | لیگ |
| ------------ | ---- | --- | ----- | ---- | ----- | ------- | --- |
| چلسی         | ۹۲   | ۲۷  | ۲۶    | ۳۹   | ۱۱۰   | ۱۳۷     | –۲۷ |
| لیدز یونایتد | ۹۲   | ۳۹  | ۲۶    | ۲۷   | ۱۳۷   | ۱۱۰     | +۲۷ |
| جام حذفی     |      |     |       |      |       |         |     |
| چلسی         | ۸    | ۵   | ۳     | ۰    | ۱۷    | ۶       | +۱۱ |
| لیدز یونایتد | ۸    | ۰   | ۳     | ۵    | ۶     | ۱۷      | –۱۱ |
| جام اتحادیه  |      |     |       |      |       |         |     |
| چلسی         | ۴    | ۳   | ۱     | ۰    | ۱۰    | ۲       | +۸  |
| لیدز یونایند | ۴    | ۰   | ۱     | ۳    | ۲     | ۱۰      | –۸  |
| مجموع        |      |     |       |      |       |         |     |
| چلسی         | ۱۰۴  | ۳۵  | ۳۰    | ۳۹   | ۱۳۷   | ۱۴۵     | –۸  |
| لیدز یونایتد | ۱۰۴  | ۳۹  | ۳۰    | ۳۵   | ۱۴۵   | ۱۳۷     | +۸  |